# Iñaki Gómez
Iñaki Gómez Goroztieta (Città del Messico, 16 gennaio 1988) è un ex marciatore canadese.

## Biografia
Arrivato dal Messico in Canada all'età di 11 anni, Gómez ha preso parte a diverse manifestazioni internazionali di marcia. Come studente dell'Università della Columbia Britannica, ha avuto la possibilità di gareggiare a tre successive edizioni delle Universiadi. Ha inoltre preso parte a due edizioni consecutive dei Giochi olimpici nel 2012 e nel 2016.
Prima del ritiro, avvenuto nel 2017, Gómez ha vinto una medaglia d'argento ai Giochi panamericani di Toronto alle spalle del connazionale Evan Dunfee.

## Palmarès
| Anno | Manifestazione           | Sede           | Evento               | Risultato | Prestazione | Note                                     |
| ---- | ------------------------ | -------------- | -------------------- | --------- | ----------- | ---------------------------------------- |
| 2007 | Panamericani U20         | San Paolo      | Marcia 10 km         | 7º        | 46'09"      |                                          |
| 2008 | Campionati NACAC U23     | Toluca         | Marcia 20000 m       | 4º        | 1h36'08"82  |                                          |
| 2009 | Universiadi              | Belgrado       | Marcia 20 km         | 20º       | 1h29'55"    |                                          |
| 2009 | Giochi della Francofonia | Beirut         | Marcia 20 km         | dnf       | dnf         |                                          |
| 2010 | Giochi del Commonwealth  | Nuova Delhi    | Marcia 20 km         | 5º        | 1h27'09"    |                                          |
| 2011 | Universiadi              | Shenzen        | Marcia 20 km         | 4º        | 1h26'21"    |                                          |
| 2012 | Giochi olimpici          | Londra         | Marcia 20 km         | 13º       | 1h20'58"    |                                          |
| 2013 | Universiadi              | Kazan'         | Marcia 20 km         | 5º        | 1h22'29"    | Miglior prestazione personale stagionale |
| 2013 | Universiadi              | Kazan'         | Marcia 20 km squadre | Bronzo    | 4h20'35"    |                                          |
| 2013 | Mondiali                 | Mosca          | Marcia 20 km         | 7º        | 1h22'21"    | Miglior prestazione personale stagionale |
| 2015 | Giochi panamericani      | Toronto        | Marcia 20 km         | Argento   | 1h24'25"    |                                          |
| 2015 | Mondiali                 | Pechino        | Marcia 20 km         | 14º       | 1h21'55"    |                                          |
| 2016 | Giochi olimpici          | Rio de Janeiro | Marcia 20 km         | 13º       | 1h21'12"    |                                          |